# Ernst Gaupp
Ernst Wilhelm Theodor Gaupp (13. juli 1865 i Beuthen – 23. november 1916) var en tysk anatom.
Gaupp studerede i Breslau, blev Dr. med. 1889 og var derefter assistent ved anatomisk institut i Breslau og lærer ved Kunstakademiet. Privatdocent i anatomi blev han 1893, prosektor anat. i Freiburg 1895 og professor extraord. dér 1897. 
Han skrev over frøens anatomi, over hjernekassens udvikling hos hvirveldyrene og over flere morfologiske spørgsmål. 